# ピエール・タージョン
ピエール・タージョン（Pierre Turgeon, 1969年12月28日 - ）は、カナダ連邦ケベック州モントリオール出身の元プロアイスホッケー選手。ポジションはセンター。
弟も元プロアイスホッケー選手のシルヴァン・タージョン。

## 経歴

### プロ入りとセイバーズ時代
1987年のNHLドラフトで、バッファロー・セイバーズに全体1位で指名された。
1987-1988シーズンはいきなり76試合に出場、14ゴール、28アシスト、とまずまずの成績を記録。セイバーズの3年ぶりのプレーオフ進出に貢献した。以後、プレーオフには1990-1991シーズンまで4年連続で出場する。
1988-1989シーズン、大きく成長を遂げ、34ゴール、54アシストを記録。早くもファンの支持を獲得した。
1989-1990シーズン、更に成績を伸ばし、40ゴール、66アシストを叩き出し、同年のオールスターに初選出。名実ともにスターとなった。
1990-1991シーズン、32ゴール、47アシストと、少し成績を落とした。

### アイランダース時代
1991-1992シーズン開幕直後、ブノア・ホーグ、ウーヴェ・クルップ、デイブ・マクレーンとともに、パット・ラフォンティーヌ、ランディ・ウッド、ランディ・ヒラーとのトレードで、ニューヨーク・アイランダースに移籍した。
アイランダースでも移籍直後から活躍し、1991-1992シーズンには69試合で38ゴール、49アシストを記録。
1992-1993シーズンはキャリアハイとなる58ゴール、74アシストを記録。チームをプレーオフカンファレンスチャンピオンシップ決勝に導く原動力となった。
プレーオフファーストラウンド、ワシントン・キャピタルズとの第6戦は、ある事件で有名である。
ナッソー・コロシアムで行われた第6戦、シリーズを決定づけるゴールを決め、リンクの上で喜びを爆発させた。しかし、それを見たキャピタルズのデール・ハンターに背後からボディーチェック（体当たりのこと。原則としてパックを持っていない選手にはしてはいけない）を受け、肩を負傷した。この負傷がもとでタージョンは次のピッツバーグ・ペンギンズとのシリーズを欠場、ハンターもNHL記録となる21試合の出場停止処分を受けた。
ペンギンズはスタンレー・カップを2連覇し、3連覇を狙う強豪であったが、アイランダースはこれを撃破。モントリオール・カナディアンズとのカンファレンス・チャンピオンシップに駒を進めた。
カナディアンス戦では復帰したものの、5試合の激戦(2試合は延長線までもつれ込んだ)の末、アイランダースは敗退。アイランダースを撃破したカナディアンズはその後、スタンレー・カップを手にした。

### カナディアンズ時代
1994-1995シーズン途中、チーム再建の一環として、ウラジミール・マラーホフとともに、カーク・ミュラー、マチュー・ダンデノ、クレイグ・ダービーとのトレードで、プレーオフで敗れたモントリオール・カナディアンズに移籍した。
1995年12月、カナディアンズのキャプテン、マイク・キーンはコロラド・アバランチに放出され、後任のキャプテンに就任した。
キャプテン就任1年目の1995-1996シーズンは36ゴール、58アシストの好成績を記録し、オールスターに選出された。

### ブルース時代
1996-1997シーズンはロリー・フィッツパトリック、クレイグ・コンロイとともに、マレー・バロン、シェイン・コーソンとのトレードで、セントルイス・ブルースに移籍した。
ブルースでタージョンは5シーズンを過ごし、安定した成績を残し続けた。5シーズンの間にタージョンは、ブレット・ハル、クリス・プロンガー、アル・マクルニス、ホッケーの殿堂入りを果たしているグラント・フューアなど、多の名選手とプレーした。

### キャリア晩年
2000-2001シーズン終了後にFAとなったタージョンは、2001年の12月にダラス・スターズに入団。多少成績を落としたものの安定して出場を続けた。
2004年から2005年のNHLロックアウトでNHLのシーズン自体が中止になった2004-2005シーズンの間は休息を取り、2005-2006シーズンにはコロラド・アバランチに入団。
2005年の11月8日にはNHL史上34人目となる500ゴールを達成。
2006-2007シーズンはキャリア最低となる17試合、3ゴール4アシストに終わり、シーズン終了後の2007年9月5日、引退を表明。現役を引退した。

### 引退後
妻と4人の子供とともにデンバーの近郊で暮らし、現在はホッケースクールの講師として働いている。
2010年12月、妻を交通事故で亡くした。

## 人物
セイバーズの株主で、馬主でもあるジョージ・W・ストローブリッジ・ジュニアは、タージョンの名誉をたたえ、自分の持ち馬の1頭にタージョン (Tergeon) と名付けた。馬のタージョンはフランスでいくつかの条件戦に勝っただけで、大成には至らなかったが、引退後に種牡馬となり、多くの優秀な産駒を輩出している。
少年時代は野球もプレーしており、1982年にはリトルリーグのワールドシリーズのカナダ代表に選出されている。

## 詳細情報

### 表彰
- レディー・ビング記念賞:1回　(1993年)

### 記録
- オールスターゲーム選出:4回 (1990、1993、1994、1996年)
- 通算500ゴール:歴代34人目 (2005年11月8日)